# 袁征 (1968年)
袁征（1968年11月—），安徽金寨人，享受国务院政府特殊津贴专家，中国社会科学院研究员。

## 生平
1991年本科毕业于安徽师范大学，1994年于南京大学获硕士学位，1999年于中国社会科学院研究生院获博士学位，同年留中国社会科学院美国研究所工作。曾先后于美国斯坦福大学和马里兰大学访问研究。现任中国社会科学院美国研究所副所长、研究员、博士生导师。

## 学术贡献
主要从事美国对外战略与中美关系研究，担任中华美国学会副会长兼秘书长。主持国家社科基金重大项目、中国社科院重大和重点课题多项，参与撰写学术著作20余部，发表学术论文和时评400余篇。